# Marquesado de Somosierra
El marquesado de Somosierra fue un título nobiliario español, creado por Francisco Franco el 1 de abril de 1952, a título póstumo, a favor de Francisco García-Escámez Iniesta, teniente general del Ejército de Tierra. 
El título fue suprimido el 21 de octubre de 2022 tras la entrada en vigor de la Ley de Memoria Democrática.

## Denominación
La denominación de la dignidad nobiliaria refiere a la localidad de Somosierra, en Santa Cruz de Tenerife, Tenerife, islas Canarias.

## Carta de otorgamiento
Texto expositivo y dispositivo del real decreto de creación del título: 

« El fallecimiento en el año último del que fue heroico Teniente General del Ejército don Francisco García Escámez, cuando al frente de la Capitanía General del Archipiélago Canario, bajo su mando militar y económico, había culminado una obra grandiosa de resurgimiento, sacó a la luz los méritos y virtudes de aquel destacadísimo militar que habiendo alcanzado en su juventud el supremo galardón de la Cruz Laureada de San Fernando, su vida militar había formado una cadena ininterrumpida de méritos y grandes servicios, que destacan en los días de la iniciación de nuestra Cruzada en las gloriosas acciones de Somosierra y continúan en aquellas otras que, en tierras de Aragón y Extremadura, fue el principal protagonista y que le llevó a alcanzar, joven aun, los grados superiores del Ejército.

Justo es que la Patria agradecida sancione con los galardones que la tradición y la Ley le ofrecen la noble estirpe que el Teniente General García Escámez fundó con sus hechos.

En su virtud, y de acuerdo con el Consejo de Ministros,

         
                                           DISPONGO:

Artículo primero.-Se hace merced de Título del Reino, con la denominación de Marqués de Somosierra, a favor del Teniente General don Francisco García Escámez, para si, sus hijos y sucesores legítimos, por el orden regular de sucesión.

Articulo segundo.-El Título se concede con exención de derechos fiscales hasta la segunda transmisión, pudiendo ser ostentado por la viuda del concesionario y con tal carácter, mientras conserve dicho estado civil.

Así lo dispongo por el presente Decreto, dado en Madrid, a primero  de abril de mil novecientos cincuenta y dos.

                                                                          FRANCISCO FRANCO

## Armas
De merced nueva. Escudo cuartelado: el 1.º, en oro, la Cruz Laureada de San Fernando, el 2.º, en oro, la Cruz de Santiago, de gules, el 3.º, en azur, un tigre de oro, el 4.º, en gules, una cadena de oro puesta en cruz, aspa y orla. El todo timbrado con una corona de marqués.

## Marqueses de Somosierra
|                               | Titular                               | Periodo                       |
| Creación por Francisco Franco | Creación por Francisco Franco         | Creación por Francisco Franco |
| ----------------------------- | ------------------------------------- | ----------------------------- |
| I                             | Francisco García-Escámez Iniesta      | 1952-1959 (póstumo)           |
| II                            | Francisco García-Escámez García-Ramos | 1959-2008                     |
| III                           | Francisco García-Escámez Pablos       | 2008-2022                     |